# Claudia Hoffmann
Claudia Hoffmann (Nauen, 10 december 1982) is een atleet uit Duitsland.
Op de Olympische Zomerspelen van Athene in 2004 liep Hoffmann met het Duitse estafette-team op de 4x400 meter.
Ook op de Olympische Zomerspelen van Beijing in 2008 liep ze met het Duitse estafette-team. Dit maal haalde ze de finale, waarin Duitsland als zesde eindigde.
Op de Europese kampioenschappen atletiek 2010 liep Hoffmann in het Duitse estafette-team, dat Europees kampioen werd.
- World Athletics: 14278068